# Stelis semperflorens
Stelis semperflorens är en orkidéart som beskrevs av Carlyle August Luer. Stelis semperflorens ingår i släktet Stelis och familjen orkidéer. Inga underarter finns listade i Catalogue of Life.